# 히교샤

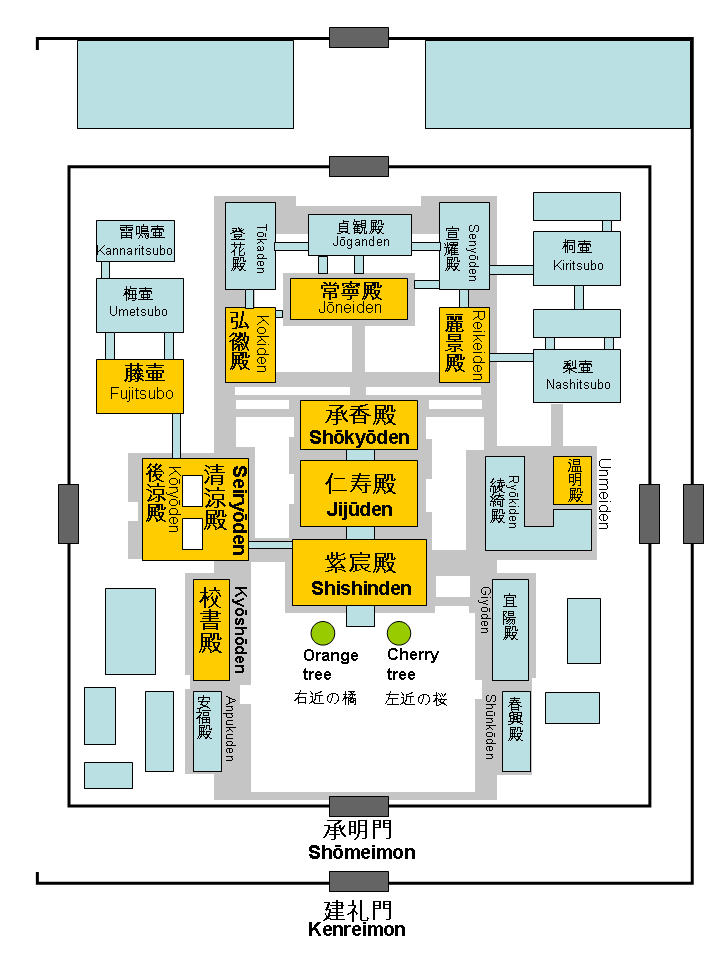

히교샤 (일본어: 飛香舎 ひぎょうしゃ[*])는 헤이안고쇼의 후궁인 칠전오사 중 하나이다. 처음에는 칠전에 비해 격이 낮은 듯 했지만, 세이료덴의 북서쪽 근처에 있는 것 등으로 보아, 헤이안 중기 이후 중궁이나 유력 뇨고의 처소가 되었다. 현재 교토 고쇼에 복원되어 있다.
정원에 등나무(藤)가 심어져 있어, 후지츠보(藤壺)라는 별칭이 있는데, 이곳에서 등나무나 국화를 즐기는 연회가 열렸다.

### 이곳에 거주한 주요 인물
- 후지와라노 쇼시 - 이치조 천황의 중궁. 후지와라노 미치나가의 딸
- 후지와라노 겐시 - 산조 천황의 중궁. 후지와라노 미치나가의 딸
- 후지와라노 이시 - 고이치조 천황의 중궁. 후지와라노 미치나가의 딸
- 쇼시 내친왕 - 고레이제이 천황의 중궁. 이시의 딸

이외에도 미도간파쿠가 출신 후비들이 이어서 거주했다.
그 외에도 히교샤를 하사받았다고 알려진 인물은 다음과 같다.
- 후지와라노 안시 - 무라카미 천황의 중궁. 후지와라노 모로스케의 딸. 후에 코키덴으로 이주
- 후지와라노 호시 - 무라카미 천황의 뇨고. 후지와라노 모로타다의 딸. 후에 센요덴으로 이주
- 타치바나노 토시츠나의 딸 - 도바 천황의 뇨고
- 후지와라노 이쿠시 - 니조 천황의 중궁. 후지와라노 사네요시의 딸
- 타이라노 토쿠시 - 다카쿠라 천황의 중궁. 타이라노 키요모리의 딸
- 이치조 하루코 - 메이지 천황의 황후. 이치조 타다카의 딸

또, 『겐지모노가타리』에서도 후지츠보 중궁이 히교샤를 처소로 살고 있는 것이 알려져 있다.